# Lucas de Wael

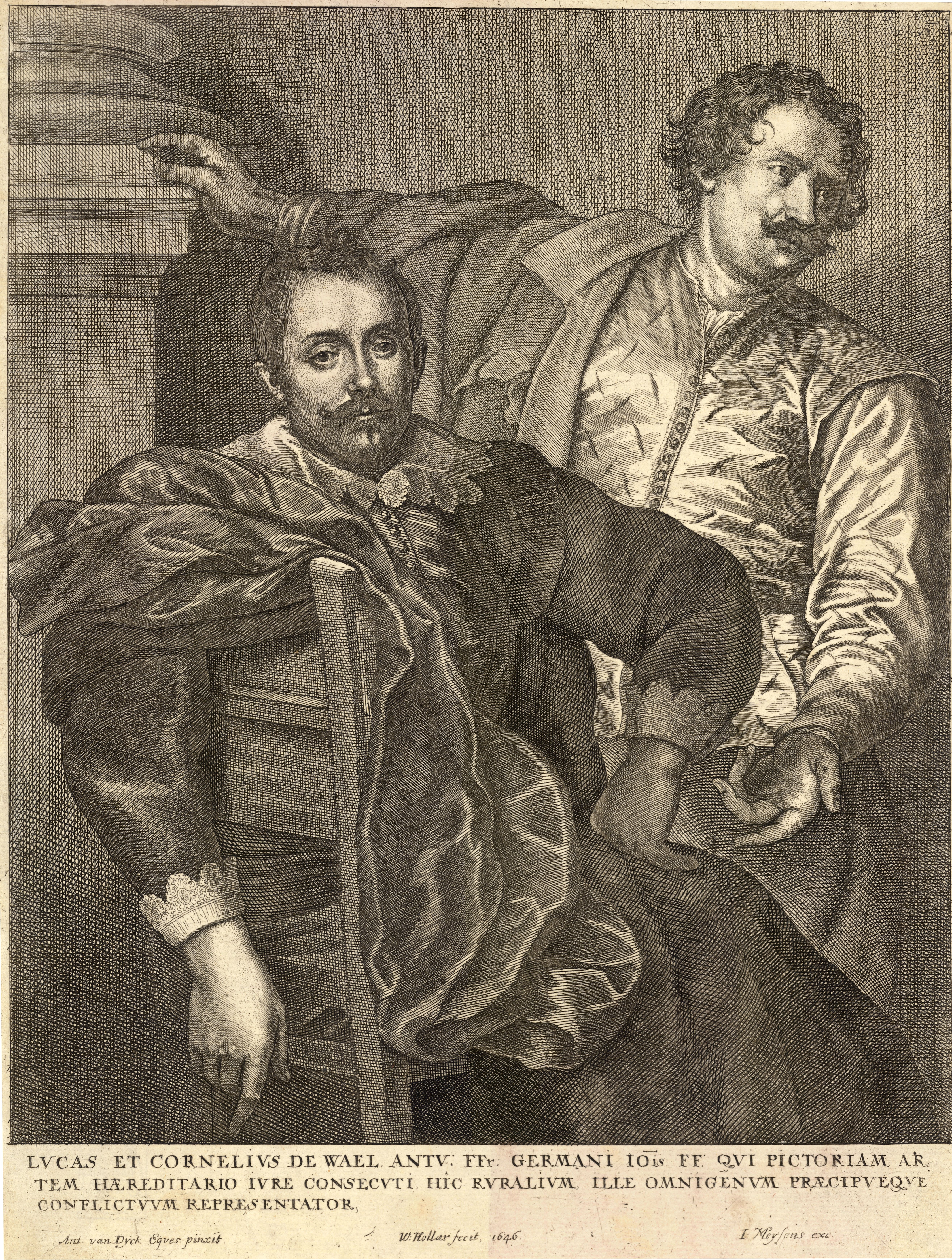
Ritratto dei fratelli Lucas e Cornelius de Wael di Wenceslas Hollar ripreso da un dipinto di Antoon van Dyck.

Lucas de Wael (Anversa, 1591 – Anversa, 1661) è stato un pittore fiammingo.

## Biografia
Figlio ed allievo di Jan de Wael, si trasferì assieme al fratello Cornelis, anch'egli pittore, dalla città natale a Genova nel 1619. Nel capoluogo ligure i fratelli De Wael diedero vita ad una "colonia" di pittori fiamminghi, ricreando attorno alla loro casa-bottega, il modello tipico dell'ambiente di origine, adattandolo, però, alla nuova situazione. Tutto il lavoro e il movimento artistico che "girava" attorno alla loro abitazione offriva indubbi vantaggi per i più o meno conosciuti pittori fiamminghi che soggiornavano nella città ligure.
Accoglienza, domicilio, disponibilità di materiali e strumenti, facilitazioni di inserimento, raccomandazioni presso i committenti, regolamentazione della concorrenza; era tutto ciò che si poteva trovare rivolgendosi ai due fratelli.
Fu, inoltre, amico di Anton van Dyck, il quale dedicò a lui e a suo fratello un ritratto esposto nella Pinacoteca Capitolina a Roma.
Morì ad Anversa nel 1661.

## Opere
- Mendicanti, olio su tela, Palazzo Bianco, Genova